# Plebiscito de Corea del Sur de 1975
El 12 de febrero de 1975 hubo un plebiscito en Corea del Sur.
El 22 de enero de 1975 el presidente Park Chung-hee anunció en un discurso la convocatoria de un plebiscito sobre la Constitución de 1972, asumiendo el sí como un voto de confianza para el texto y su mandato y el no como la derogación de la carta magna y su dimisión. 
Según cifras oficiales, la constitución y el presidente fueron respaldados por un 74.4% de los votantes, con un 79.8% de participación. Sin embargo, la posibilidad de que los resultados fuesen manipulados es plausible debido a la fuerte oposición al régimen autoritario de Park y a las trabas puestas a la fiscalización del proceso electoral.

## Resultados
| Opción                  | Votos      | %    |
| ----------------------- | ---------- | ---- |
| A favor                 | 9,800,206  | 74.4 |
| En contra               | 3,364,798  | 25.6 |
| Votos en blanco o nulos | 239,241    | -    |
| Total                   | 13,404,245 | 100  |
| Fuente: Nohlen et al.   |            |      |